# Песнь Соломона (роман)
«Песнь Соломона» — роман американской писательницы, профессора английского языка и литературы и лауреата Нобелевской премии по литературе 1993 года Тони Моррисон.
Книга вышла в печать в 1977 году и переведена на русский в 1982 году Е. Коротковой.
Роман описывает жизнь молодого негра Мейкона Деда III, позже прозванного Дояром, живущего в небольшом городе штата Мичиган. Книга отображает конфронтацию главного героя с обществом, в котором ему приходится жить, и изображает его поиски семейных драгоценностей и материальной независимости, которые впоследствии становятся поисками и познанием своей семьи, своих корней, себя.

## Жанр
Роман, как и другие работы Тони Моррисон, принадлежит к жанру «афроамериканской литературы» и описывает проблемы и отношения афроамериканского народа с другими группами людей.

## Информация
Роман столкнулся с целым рядом проблем и запретов в школах по всей территории США с 1993 года. Литературный критик Гарольд Блум в 2000 году назвал его «лучшим достижением» Моррисон.
Shortlist.com пишет, что «Песнь Соломона» — любимая книга Барака Обамы в списке «40 любимых книг известных людей». В честь главного героя романа названа рок-группа The Dead Milkmen.